# Teals Crossroads
Teals Crossroads es una comunidad no incorporada en el condado de Barbour, Alabama, Estados Unidos. Está cerca de las ciudades de Clio y Blue Springs.